# Daryll Neita
Daryll Neita (née le 29 août 1996) est une athlète britannique spécialiste du sprint. Avec le relais 4 x 100 m britannique, elle a décroché deux médailles de bronze olympiques à Rio en 2016 et à Tokyo en 2021, une médaille d'argent olympique à Paris en 2024  deux médailles d'argent mondiales à Londres en 2017 et à Doha en 2019, et une médaille d'argent européenne à Amsterdam en 2016.

## Biographie
En juillet 2015, Daryll Neita échoue au pied du podium des Championnats d'Europe juniors (11 s 69). Un an plus tard, elle décroche la médaille d'argent des Championnats d'Europe d'Amsterdam sur le relais 4 x 100 m. En 2016, elle remporte la médaille de bronze du 4 × 100 m lors des Jeux olympiques de Rio de Janeiro en compagnie de Asha Philip, Desiree Henry et Dina Asher-Smith. A cette occasion, le relais britannique établit un nouveau record national en 41 s 77. 
Le 17 juin 2017, à Bedford, Neita remporte le titre national espoir sur 100 m en 11 s 20, battant son record personnel et réalisant les minimas pour les Championnats du monde de Londres. Lors de ces championnats, elle est éliminée en demi-finale du 100 m mais obtient la médaille d'argent sur 4 x 100 m dans le temps de 42 s 12, derrière les Etats-Unis.
En 2019 à Doha, elle devient pour la deuxième fois vice-championne du monde du 4 x 100 m en 41 s 82 derrière la Jamaïque.
En juin 2021, Neita porte son record personnel à 11 s 04 lors d'un meeting à Hengelo aux Pays-Bas. Qualifiée sur 100m aux Jeux Olympiques de Tokyo en juillet, elle descend pour la première fois de sa carrière en dessous des 11 secondes en série (10 s 96), puis court en 11 s 00 en demi-finale, suffisant pour se qualifier en finale. Elle se classe cependant huitième de cette dernière course en 11 s 12. Alignée ensuite sur le relais 4 x 100 m avec ses coéquipières Dina Asher-Smith, Asha Philip et Imani Lansiquot, elle améliore en série le record national en 41 s 55, puis prend la troisième place de la finale en 41 s 88 derrière la Jamaïque et les Etats-Unis, décrochant ainsi la deuxième médaille de bronze olympique de sa carrière.

## Palmarès
| Date | Compétition                       | Lieu           | Résultat | Épreuve   | Temps   |
| ---- | --------------------------------- | -------------- | -------- | --------- | ------- |
| 2016 | Championnats d'Europe             | Amsterdam      | 2e       | 4 × 100 m | 42 s 45 |
| 2016 | Jeux olympiques                   | Rio de Janeiro | 3e       | 4 × 100 m | 41 s 77 |
| 2017 | Championnats du monde             | Londres        | 2e       | 4 x 100 m | 42 s 12 |
| 2019 | Championnats d'Europe par équipes | Bydgoszcz      | 2e       | 100 m     | 11 s 33 |
| 2019 | Championnats du monde             | Doha           | 2e       | 4 x 100 m | 41 s 82 |
| 2021 | Jeux olympiques                   | Tokyo          | 8e       | 100 m     | 11 s 12 |
| 2021 | Jeux olympiques                   | Tokyo          | 3e       | 4 × 100 m | 41 s 88 |
| 2022 | Championnats du monde             | Eugene         | 6e       | 4 x 100 m | 42 s 75 |
| 2022 | Jeux du Commonwealth              | Birmingham     | 3e       | 100 m     | 11 s 07 |
| 2022 | Jeux du Commonwealth              | Birmingham     | 1re      | 4 x 100 m | 42 s 41 |
| 2022 | Championnats d'Europe             | Munich         | 3e       | 100 m     | 11 s 00 |
| 2023 | Championnats d'Europe en salle    | Istanbul       | 3e       | 60 m      | 7 s 12  |
| 2023 | Championnats du monde             | Budapest       | 5e       | 200 m     | 22 s 16 |
| 2023 | Championnats du monde             | Budapest       | 3e       | 4 x c     | 41 s 97 |
| 2024 | Championnats d'Europe             | Rome           | 2e       | 200 m     | 22 s 50 |
| 2024 | Championnats d'Europe             | Rome           | 1re      | 4 x 100 m | 41 s 91 |
| 2024 | Jeux olympiques                   | Paris          | 4e       | 100 m     | 10 s 96 |
| 2024 | Jeux olympiques                   | Paris          | 5e       | 200 m     | 22 s 23 |
| 2024 | Jeux olympiques                   | Paris          | 2e       | 4 × 100 m | 41 s 85 |

## Records
| Épreuve | Temps   | Lieu       | Date         |
| ------- | ------- | ---------- | ------------ |
| 100 m   | 10 s 90 | Birmingham | 3 août 2022  |
| 200 m   | 22 s 16 | Budapest   | 25 août 2023 |